# جنات (ولاية بومرداس)
توجد بلدية جنات بدائرة برج منايل بلدية بولاية بومرداس تحدها شمالا بلدية لقطة وشرقا بلديتي اولاد عيسى ودائرة برج منايل وغربا بلدية برج منايل وهي بلدية تعدادها السكاني حوالي 21966 مواطن يمارس معظمهم الفلاحة كون هذه البلدية لها موقع واراضي جيدة لهذا الغرض.
و هي بلدية ساحلية ترى ازدهار تدريجي بسبب موقعها الذي يجعلها وجهة سياحية في فصل الصيف تحتوي على دار شباب ومركز للقوارب الشراعية.
تحتوي أيضا على ابتدائيتين ومتوسطة وثانوية .

## التاريخ
كان جنات مدينة الفينيقية والقرطاجية مستعمرة تحت اسم كيسي أو كيشي (Punic، KŠ إدوارد ليبينسكي (المستشرق) وجدت الصورة تفسير نقش هناك قبلت ) وكان اسم هلينة كما كيسى. 

## الوديان
يتضمن إقليم هذه البلدية العديد من الوديان منها:
- وادي يسر
- وادي الأربعاء

## المنشآت
تضم هذه البلدية العديد من المنشآت، منها:
- سد سيدي داود
- سد جنات

## مواضيع ذات صلة
- بلديات ولاية بومرداس
- دوائر ولاية بومرداس